# Batalha de Preveza
A Batalha naval de Preveza aconteceu em 28 de setembro de 1538, perto de Preveza, no noroeste da Grécia, entre uma esquadra otomana e a da aliança cristã criada pelo Papa Paulo III.

## Antecedentes
Em 1537, Barba Ruiva comandando uma grande frota otomana, capturou as ilhas de Siro, Egina, Ios, Paros, Tinos, Cárpatos, Kasos e Naxos, no mar Egeu e mar Jônico pertencentes à República de Veneza, anexando assim, o Ducado do Arquipélago ao Império Otomano. Depois sitiou a fortaleza veneziana de Corfu e devastou as possessões espanholas calabresas, na costa sul de Itália.
Face a esta ameaça, o Papa Paulo III decidiu, em fevereiro de 1538, criar uma Liga Santa, compreendendo os Estados Pontifícios, a Espanha, a República de Gênova, a República de Veneza e os Cavaleiros de Malta, para enfrentar Barba Ruiva.

## Forças
A esquadra de Barba Ruiva compreendia 122 galés e galeotas. A da Liga Santa era composta por 302 navios (162 galés e galeões, 140 veleiros), dos quais 55 galés eram de Veneza, 49 da Espanha, e 27 dos Estados Pontifícios e dos Cavaleiros de Malta. Andrea Doria, o almirante genovês ao serviço do imperador Carlos V, era o comandante geral.

## Posicionamento das esquadras
A Liga Santa posicionou a sua frota perto da ilha de Corfu. A esquadra papal sob o comando do almirante Marco Grimani (Patriarca de Aquileia), e a frota veneziana sob o comando de Vincenzo Capello chegaram primeiro. Andrea Doria juntou-se a eles com a frota hispano-genovesa a 22 de setembro de 1538. 
Antes da chegada de Doria, Grimani tentou desembarcar as suas tropas perto da fortaleza de Preveza, mas recuou para Corfu após sofrer uma série de baixas no confronto com as forças turcas. 
Barba Ruiva ainda estava na ilha de Cós no mar Egeu, nessa altura, mas logo chegou a Preveza com o restante da frota turca, após a conquista da ilha de Cefalônia no caminho. Sinã Reis, um dos seus tenentes, sugeriu desembarcar as tropas em Áccio no Golfo de Arta perto de Preveza, uma ideia a que Barba Ruiva inicialmente se opôs, mas que mais tarde provou ser de grande importância na vitória turca. Com os turcos tendo o controle sobre a fortaleza em Áccio, eles poderiam a partir de lá dar apoio à frota de Barba Ruiva com o fogo de artilharia, enquanto Dória teria de manter os seus navios distantes da costa. Um desembarque cristão para tomar Áccio provavelmente teria sido necessário para garantir o sucesso do ataque, mas Doria teve medo de uma derrota em terra após a primeira tentativa fracassada de Grimani. Mais duas tentativas pela Liga Santa de desembarcar as suas forças, desta vez junto à fortaleza de Preveza, na costa litorânea oposta a Áccio foram rechaçadas pelas forças de Morato Arrais, em 25 e 26 de setembro. 
Com os navios de Doria mantendo-se distantes da costa, muito preocupado com os ventos adversos que os empurravam para a costa hostil, Barba Ruiva tinha a posição vantajosa em terra. Durante a noite de 27/28 de setembro, Doria, navegou 30 milhas em direção ao sul e, quando o vento ficou fraco, ancorou em Sessola, perto da ilha de Lêucade. Durante a noite, ele e os seus comandantes decidiram que a sua melhor opção seria efetuar um ataque em direção a Lepanto e forçar Barba Ruiva para a uma luta no mar.

## A batalha

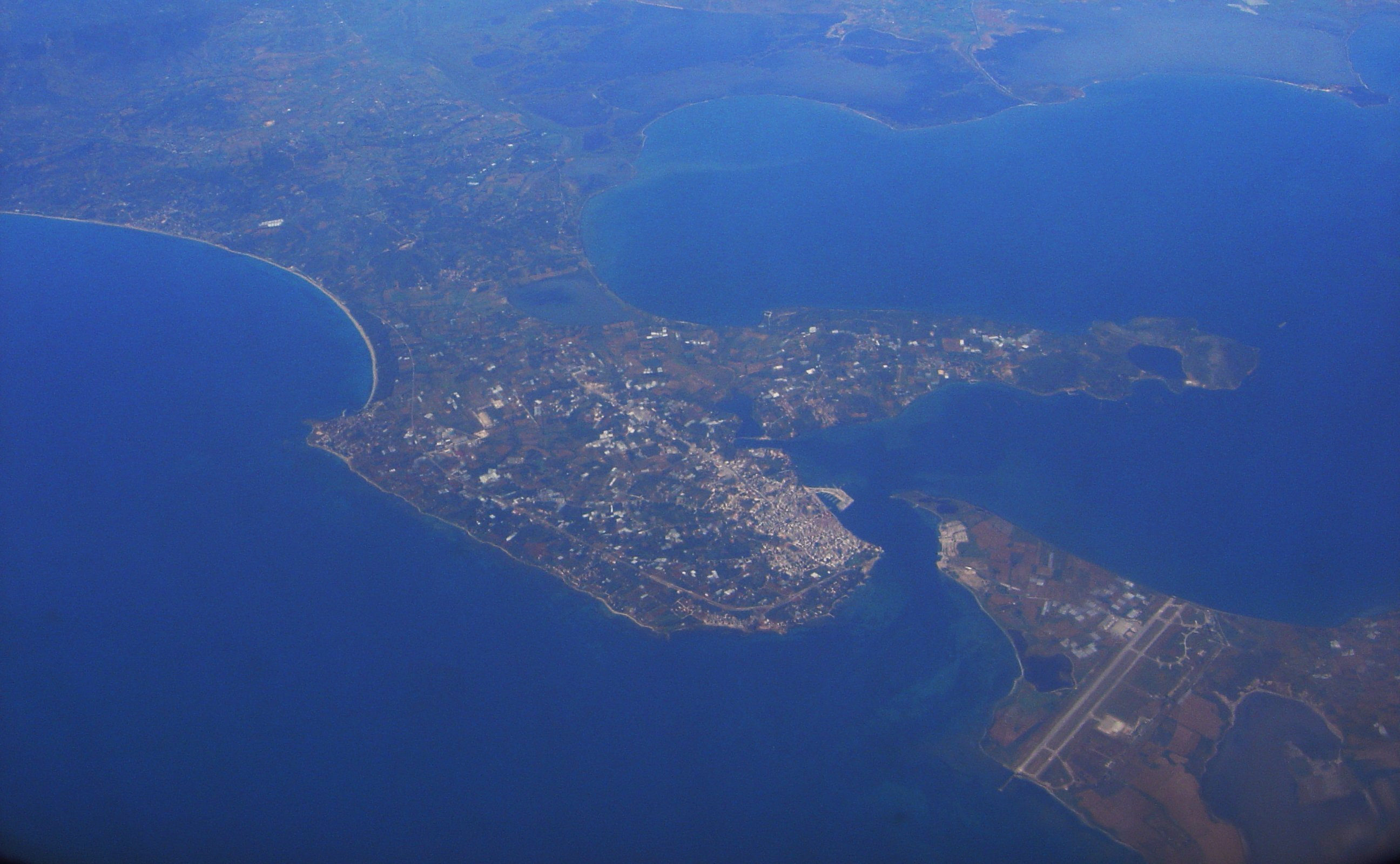
Vista aérea de Preveza em 2004

De madrugada, porém, Doria foi surpreendido ao ver que os turcos estavam vindo em direção aos seus navios. Barba Ruiva tinha tomado a sua frota e se dirigido também para sul. Dragute estava na vanguarda com seis grandes fustas, e a ala esquerda bem próxima da costa. Não se esperava essa ofensiva ousada de uma frota turca numericamente inferior, a ponto de Doria ter esperado três horas para dar a ordem de recolher as âncoras e se preparar para a batalha - pressionado por Grimani e Capello.
As duas frotas finalmente encontram-se a 28 de setembro de 1538 no golfo de Arta, perto de Preveza.
A falta de vento não estava a favor de Doria. O enorme navio de guerra veneziano Galeone di Venezia com os seus pesados canhões encontrava-se parado a quatro milhas da costa e a dez quilômetros de Sessola. Embora os navios cristãos tentassem socorrê-lo, ele logo foi cercado pelas galés inimigas e envolvido em uma furiosa batalha que durou horas e causou muitos danos às galés turcas.
Quando o vento aumentou, a frota cristã finalmente partiu para o ataque, Doria inicialmente executou uma série de manobras tentando atrair os turcos para o alto mar. Ferrante Gonzaga, o vice-rei da Sicília, foi posicionado à esquerda da frota da Liga Santa, enquanto que os Cavaleiros de Malta ficaram na ala direita. Doria colocou quatro de suas mais rápidas galés sob o comando de seu sobrinho Giovanni Andrea Doria, que foram posicionadas no centro da linha frontal de ataque, entre Gonzaga e os Cavaleiros de Malta. As galés de Doria formaram uma longa linha por trás deles, em frente às galés papais e venezianas de Grimani e Capello. Na retaguarda estavam os galeões venezianos sob o comando de Alessandro Condalmiero (Bondumier) e os galeões hispano-genoveses sob o comando de Francesco Doria, juntamente com veleiros e navios de apoio. 
O posicionamento da frota turca tinha o formato de um "Y": Barba Ruiva, juntamente com o seu filho Haçane Reis (mais tarde Haçane Paxá), Sinã Reis, Cafer Reis e Şaban Reis, estavam no centro; Seidi Ali Reis comandava a ala esquerda; Sale Reis comandava a ala direita; enquanto que Dragute, acompanhado por Morato Arrais, Guzelce Maomé Reis e Sadique Reis, comandavam a ala da retaguarda. Os turcos rapidamente envolveram os navios venezianos, papais e malteses, mas Doria hesitou em dirigir a sua ala central contra Barba Ruiva, que resultou em muitas manobras tácticas, porém muito pouco combate. Barba Ruiva quis tirar proveito da falta de vento que imobilizava os veleiros cristãos, que representavam a maior parte da diferença numérica entre os dois lados. Estes veleiros tornaram-se presa fácil para os turcos que os abordaram com as suas galés e galeotas relativamente mais ágeis. Os esforços de Doria para aprisionar os navios turcos entre o fogo dos canhões e seus veleiros e galés falhou.
No final do dia, os turcos tinham afundado 10 navios, queimados outros três, capturado 36 e feito cerca de 3 000 prisioneiros. Os turcos não perderam nenhum navio, mas tiveram 400 mortos e 800 feridos. No entanto, alguns navios turcos foram seriamente danificados pelo fogo dos canhões do Galeone di Venezia, o navio de guerra veneziano sob o comando de Alessandro Condalmiero. 
Na manhã seguinte, com o vento favorável e não querendo colocar em risco os navios hispano-genoveses, Doria levantou vela e deixou o campo de batalha em direção a Corfu, sem atender aos apelos dos comandantes venezianos, papais e malteses para continuar com a luta.

## Consequências

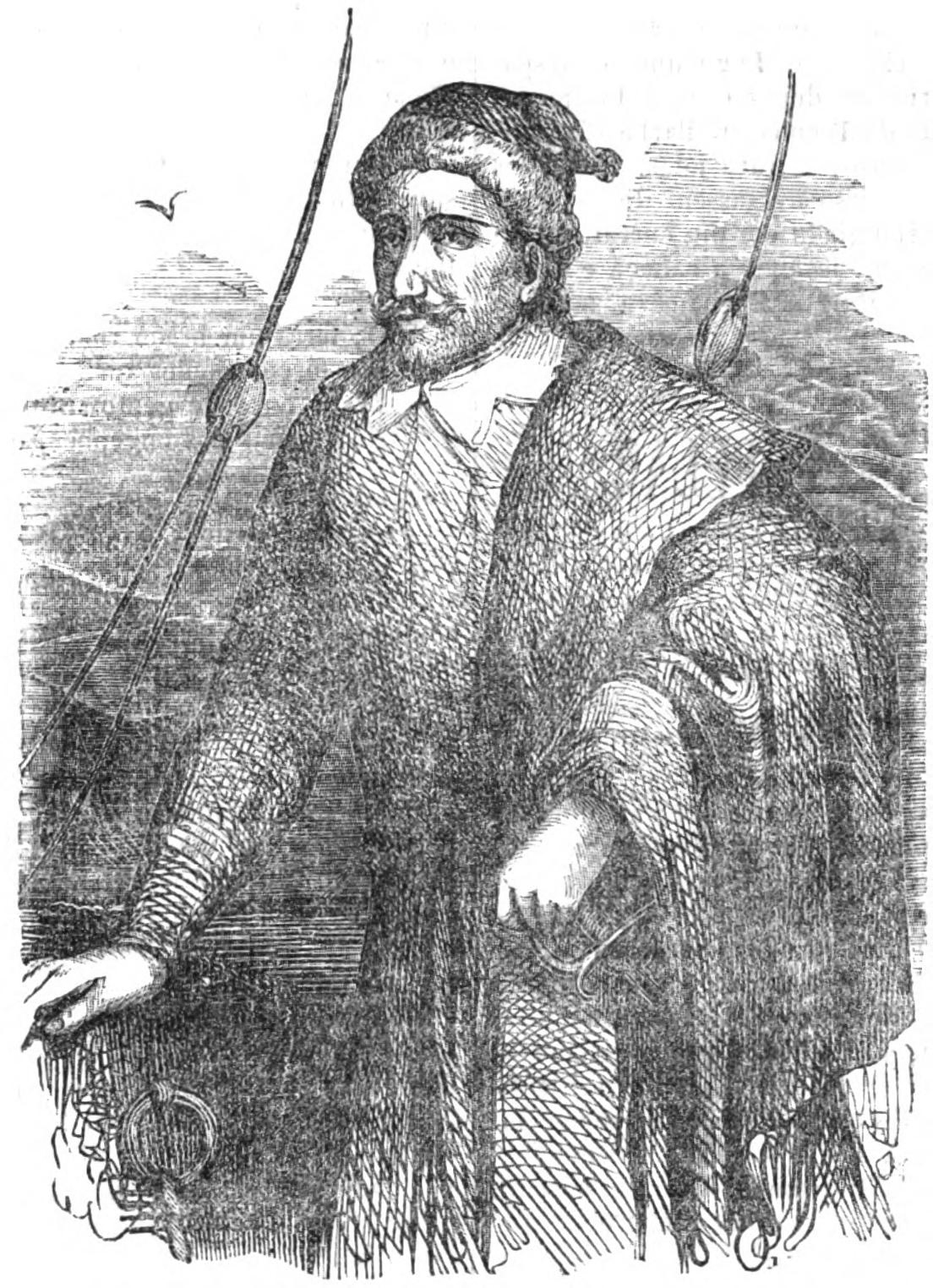
Barba Ruiva

É amplamente especulado que a prevaricação de Doria e a falta de zelo foram devido à sua relutância em arriscar os seus próprios navios (ele pessoalmente possuía um número considerável de navios da frota "hispano-genovesa") e a sua longa inimizade com a República de Veneza, a feroz rival de sua cidade natal e o principal alvo da agressão turca naquela época. 
Em 1539, Barba Ruiva retornou e capturou quase todo o restante dos postos avançados dos cristãos nos mares Egeu e Jônico. 
O tratado de paz foi assinado entre o Império Otomano e Veneza, em outubro de 1540, pelo qual os turcos assumiriam o controle das possessões venezianas na Moreia e Dalmácia e das ex-ilhas venezianas do mar Egeu, Jônico e Adriático oriental. Veneza também teve de pagar uma indenização de guerra de 300 000 ducados de ouro para o Império Otomano. 
Com a vitória em Preveza e a posterior vitória na Batalha de Djerba, em 1560, o Império Otomano repeliu com êxito os esforços de Veneza e Espanha, as duas principais potências do Mediterrâneo, para deterem o avanço do domínio turco no Mediterrâneo. Isso só foi alterado com a Batalha de Lepanto, em 1571.